# Soiuz 24
Soiuz 24 (rus: Союз 24, Unió 24) va ser un vol espacial tripulat de la Unió Soviètica en 1977 a l'estació espacial Saliut 5, la tercera i última missió a l'estació, l'última amb tripulació purament militar pels soviètics i l'última missió a una Saliut militar. Els cosmonautes Víktor Gorbatko i Iuri Glazkov van reactivar l'estació després que els fums tòxics pel que sembla, havien acabat amb la missió Soiuz 21, la tripulació anterior.
Van realitzar diversos experiments biològics i de materials mentre eren a bord. Altres possibles activitats van incloure el reconeixement fotogràfic, i les tasques finals de l'anterior tripulació que es va veure forçada a abandonar l'estació acabant així abruptament amb la seva missió. La tripulació Soiuz 24 va aterrar després d'estar 18 dies a l'espai, i l'estació Saliut va ser desorbitada sis mesos després.

## Tripulació
| Posició         | Cosmonauta                         | Cosmonauta                         |
| --------------- | ---------------------------------- | ---------------------------------- |
| Comandant       | Víktor Gorbatko Segon vol espacial | Víktor Gorbatko Segon vol espacial |
| Enginyer de vol | Iuri Glazkov Primer vol espacial   | Iuri Glazkov Primer vol espacial   |

### Tripulació de reserva
| Posició         | Cosmonauta        | Cosmonauta        |
| --------------- | ----------------- | ----------------- |
| Comandant       | Anatoli Berezovoi | Anatoli Berezovoi |
| Enginyer de vol | Mikhaïl Lissun    | Mikhaïl Lissun    |

### Tripulació en suport
| Posició         | Cosmonauta             | Cosmonauta             |
| --------------- | ---------------------- | ---------------------- |
| Comandant       | Vladímir Kozelski      | Vladímir Kozelski      |
| Enginyer de vol | Vladímir Preobrajenski | Vladímir Preobrajenski |

## Paràmetres de la missió
- Massa: 6800 kg
- Perigeu: 184,7 km
- Apogeu: 346,2 km
- Inclinació: 51,65°
- Període: 89,52 minutes